# Taquarituba (ort)
Taquarituba är en ort i Brasilien.   Den ligger i kommunen Taquarituba och delstaten São Paulo, i den södra delen av landet, 900 km söder om huvudstaden Brasília. Taquarituba ligger 621 meter över havet och antalet invånare är 21 492.
Terrängen runt Taquarituba är platt, och sluttar österut. Taquarituba är det största samhället i trakten.
Omgivningarna runt Taquarituba är en mosaik av jordbruksmark och naturlig växtlighet. Runt Taquarituba är det ganska glesbefolkat, med 47 invånare per kvadratkilometer.